# Apostates solitaria
Apostates solitaria är en fjärilsart som beskrevs av Hugo Theodor Christoph 1887. Apostates solitaria ingår i släktet Apostates och familjen mätare. Inga underarter finns listade i Catalogue of Life.